# Whiskey sour
Le Whiskey sour est un cocktail alcoolisé à base de whiskey ou de bourbon, de jus de citron, de sucre et optionnellement de blanc d’œuf. 

## Recette[1]
- 4,5 cl de bourbon
- 1,5 cl de sirop de sucre
- 3,0 cl de jus de citron
- 1 blanc d'œuf

Battre un blanc d’œuf, verser tous les autres ingrédients dans un shaker avec de la glace et remuer puis verser dans un verre. Garnir d'une cerise au marasquin et d'une rondelle d'agrume.
La plus ancienne mention de ce cocktail remonte à 1870, dans une publication du Wisconsin, Waukesha Plain Dealer,.